# Acanthinus selvaensis
Acanthinus selvaensis is een keversoort uit de familie snoerhalskevers (Anthicidae). De wetenschappelijke naam van de soort is voor het eerst geldig gepubliceerd in 2001 door Telnov.